# 安雅·皮里茨
安雅·皮里茨（德語：Anja Pyritz，1970年8月31日—），德国女子赛艇运动员。她曾代表德国参加世界赛艇锦标赛，获得一枚金牌和二枚铜牌。她也曾参加1996年和2004年夏季奥林匹克运动会。